# Palpimanus subarmatus
Espèce
Palpimanus subarmatus est une espèce d'araignées aranéomorphes de la famille des Palpimanidae.

## Distribution
Cette espèce est endémique du KwaZulu-Natal en Afrique du Sud,.

## Publication originale
- Lawrence, 1947 : A collection of Arachnida made by Dr. I. Trägårdh in Natal and Zululand (1904-1905). Göteborgs Konglige Veternskaps- och Vitterhets-Samhälles Handlingar, sér. B, vol. 5, no 9, p. 1-41.